# Vakbekwaamheid chauffeurs
Sinds 2008/2009 is een Europese richtlijn ingevoerd waaraan alle beroepschauffeurs binnen de Europese Unie zich moeten houden. Met de komst van deze richtlijn wordt het aantonen van de vakbekwaamheid noodzakelijk door het kunnen tonen van de code 95 op het rijbewijs. Hierdoor wordt in heel de Europese Unie de vakbekwaamheidseisen gelijk getrokken.

## De vakbekwaamheid voor chauffeurs
De nieuwe regelgeving heeft verschillende doelen:
- Het verminderen van CO2-uitstoot;
- Het verminderen van het aantal verkeersslachtoffers;
- Een standaard stellen waaraan alle beroepschauffeurs binnen de EU aan moeten voldoen.

De regelgeving verplicht beroepschauffeurs (met een rijbewijs C of D) om een basiskwalificatie te behalen en nascholing te volgen. Alle chauffeurs met een rijbewijs D (afgegeven voor 10 september 2008 in België of 16 september 2008 in Nederland) of met een rijbewijs C (afgegeven voor 10 september 2009 in België of 16 september 2009 in Nederland) hebben vrijstelling voor het behalen van het basiskwalificatie. Het chauffeursdiploma gaat op in de basis kwalificatie vakbekwaamheid en wordt aangetoond door de code 95 op het rijbewijs.

## Verplichte nascholing
Om ervoor te zorgen dat beroepschauffeurs zich vakbekwaam mogen blijven noemen, dient er per 5 jaar minimaal 35 uur nascholing gevolgd te worden. Van deze 35 uur nascholing moet minimaal 7 uur praktijktraining zijn.
Bij beroepschauffeurs die in het bezit waren van een “oud” chauffeursdiploma werd een overgangsregeling gehanteerd. Chauffeurs hadden in deze situatie geen 5 jaar om hun nascholing te volgen, maar hebben de eerste periode 7 jaar de tijd.

## Code 95 verlopen
Op het moment dat een chauffeur niet voldoet aan de nascholing of geen code 95 op zijn rijbewijs heeft staan mag hij zijn werkzaamheden niet meer uitvoeren. Pas op het moment dat de complete nascholing is gevolgd en de code 95 op het rijbewijs staat, mag de chauffeur zijn beroep weer uitoefenen.

## Vrijstellingen
De code 95 is niet verplicht voor voertuigen met een maximaal toegestane snelheid van 45 km/u. Landen kunnen ook vrijstellingen invoeren voor het leger, de brandweer of andere reddingsopdrachten. Voor vervoer van materieel, apparatuur of machines kan ook een vrijstelling gelden als dat vervoer niet de hoofdactiviteit van de chauffeur is. 